# Pierre Sané
Pierre Sané (Dakar, 1949) es actualmente Director Adjunto para Ciencias Sociales y Humanas de la Unesco. Fue Secretario General de Amnistía Internacional desde octubre de 1992 a abril de 2001.
Nació en Dakar, Senegal, en 1949.
| Predecesor: Ian Martin | Secretario General de Amnistía Internacional 1992 - 2001 | Sucesor: Irene Khan |

- Datos: Q536222